# Vinukonda
Vinukonda (ehemals Vishnukundinapuram) ist eine ca. 65.000 Einwohner zählende Stadt im Distrikt Palnadu im südindischen Bundesstaat Andhra Pradesh. Vinukonda hat den Status einer Municipality und ist in 12 Wards gegliedert.

## Lage und Klima
Die ca. 95 m hoch gelegene Stadt Vinukonda liegt etwa 140 km (Fahrtstrecke) südwestlich von Vijayawada bzw. knapp 90 km von Guntur; die Großstadt Nandyal ist weitere ca. 190 km in südwestlicher Richtung entfernt. Die Stadt hat einen Bahnhof. Das Klima ist meist schwülwarm; Regen (ca. 750 mm/Jahr) fällt hauptsächlich während der sommerlichen Monsunzeit.

## Bevölkerung
Ca. 85 % der Einwohner sind Hindus, ca. 13,5 % sind Moslems und gut 1 % sind Christen; die übrigen indischen Religionen sind kaum vertreten. Die Geschlechteranteile sind annähernd gleich hoch. Man spricht hauptsächlich Telugu.

## Geschichte
In der Region um Vinukonda gibt es zahlreiche dolmenähnliche Bauten, über deren Zweck und Alter Unklarheit bestehen. Die meisten Forscher sind der Auffassung, dass Vinukonda die Hauptstadt der im Hochmittelalter in der Region dominanten Vishnukundina-Dynastie war. Viele regionale Tempel aus dieser Zeit tragen Inschriften.

## Sehenswürdigkeiten
- In der Stadt und ihrer Umgebung gibt es mehrere mittelalterliche Hindutempel.
- Eine Moschee aus dem Jahr 1640 ist eine der ältesten in Südindien.